# Hebridean Brewing
Hebridean Brewing Co är ett bryggeri i Stornoway, Isle of Lewis, Storbritannien. Bryggeriet producerar real ale och invigdes 2001. 

## Exempel på varumärken
- Clansman Ale
- Celtic Black Ale
- Islander Strong Premium Ale